# EPLAN
EPLAN Software & Service GmbH & Co KG – niemieckie przedsiębiorstwo z siedzibą w Monheim am Rhein, dostawca oprogramowania dla rozwiązań inżynieryjnych. Jako siostrzana spółka koncernu, EPLAN S&S należy do grupy kapitałowej Friedhelm Loh Group, z siedzibą w niemieckim mieście Haiger.
EPLAN jest jednym z wiodących producentów oprogramowania i rozwiązań dla CAD/CAE. EPLAN Software & Service posiada ponad 500 pracowników na całym świecie. Oprócz centrali w Monheim am Rhein, gdzie przedsiębiorstwo EPLAN zostało założone w 1984 roku jako Wiechers & Partner Datentechnik GmbH, przedsiębiorstwo posiada oddziały w Berlinie, Gerze, Hanowerze, Hamburgu, Frankfurcie nad Menem, Stuttgarcie i Monachium. Jest obecne w ponad 50 krajach na całym świecie i posiada ponad 60 tys. instalacji na całym świecie.
Portfolio produktów EPLAN dostarcza gotowe rozwiązania dla poszczególnych dyscyplin, takich jak elektrotechnika, hydraulika i pneumatyka, technologii EI & C lub inżynierii mechanicznej.
- EPLAN Electric P8 zapewnia łatwy wybór orientacji graficznej / obiektowo-danowej, technologią makr wariantowych i nanoszeniem zmian wstecz – w tym przesyłanie danych z poprzednich systemów EPLAN 5 i EPLAN 21.
- EPLAN Fluid jest logicznym oprogramowaniem inżynieryjnym dla układów pneumatycznych / hydraulicznych, smarowania / chłodzenia i zamrażania oraz technologii klimatyzacji.
- EPLAN Pro Panel wspomaga projektowanie szaf rozdzielczych. Wirtualne modele 3D, obrazy 2D/3D, 3D Pro Panel Routing, szablony otworowania i dane do obrabiarek NC to tylko niektóre z funkcji tego programu.
- EPLAN PPE umożliwia profesjonalne planowanie i projektowanie obwodów pomiarowo-kontrolnych. Poprzez synchronizację danych ze wstępnej, zasadniczej i szczegółowej fazy planowania, oprogramowanie CAE zapewnia ciągły obieg dokumentacji oraz informacji.
- W EPLAN Engineering Center maszyny i urządzenia są podzielone na jednostki mechatroniczne – wszystkie dyscypliny są brane pod uwagę i zapewniona zostaje spójność danych.